# Sergej Prudnikov
Sergej Aleksandrovič Prudnikov (in russo Сергей Александрович Прудников?; traslitterazione anglosassone Sergey Aleksandrovich Prudnikov; Orël, 1º luglio 1985) è un ex bobbista russo.

## Biografia
Iniziò a gareggiare nel 2007 come frenatore per la squadra nazionale russa. Debuttò in Coppa Europa a novembre 2007 e si distinse particolarmente nelle categorie giovanili conquistando quattro medaglie ai mondiali juniores, di cui due d'oro vinte a Schönau am Königssee 2009 in entrambe le specialità e negli equipaggi condotti da Dmitrij Abramovič e altre due di bronzo colte rispettivamente nel bob a due a Igls 2008 con Aleksandr Kas'janov e nel bob a quattro a Park City 2011 con Nikita Zacharov come pilota.
Esordì in Coppa del Mondo all'avvio della stagione 2007/08, il 7 dicembre 2007 a Park City, dove terminò la gara a quattro al 22º posto, e colse il suo unico podio il 15 novembre 2009 sempre a Park City, piazzandosi al 2º posto nel bob a quattro con Dmitrij Abramovič, Dmitrij Stëpuškin e Filipp Egorov.
Partecipò alle olimpiadi di Vancouver 2010 classificandosi settimo nel bob a due e nono nella gara a quattro, sempre con Abramovič alla guida delle slitte.
Prese inoltre parte a tre edizioni dei mondiali, totalizzando quali migliori risultati l'ottavo posto nel bob a due ottenuto a Lake Placid 2009, il nono nel bob a quattro e il quinto nella competizione a squadre conseguiti ad Altenberg 2008. Agli europei conta invece due presenze e un sesto posto a quattro colto a Igls 2010.

Disputò la sua ultima gara il 26 gennaio 2014 a Schönau am Königssee, tappa conclusiva della stagione 2013/14.

## Palmarès

### Mondiali juniores
- 4 medaglie:
  - 2 ori (bob a due, bob a quattro a Schönau am Königssee 2009);
  - 2 bronzi (bob a due a Igls 2008; bob a quattro a Park City 2011).

### Coppa del Mondo
- 1 podio (nel bob a quattro):
  - 1 secondo posto.

### Circuiti minori

#### Coppa Europa
- 2 podi (nel bob a quattro):
  - 2 secondi posti.

#### Coppa Nordamericana
- 4 podi (1 nel bob a due, 3 nel bob a quattro):
  - 1 vittoria (nel bob a due);
  - 3 terzi posti (nel bob a quattro).